# Hans Winkler (botánico)
Hans Karl Albert Winkler ( 23 de abril de 1877 - 22 de noviembre de 1945 Dresde) fue un botánico alemán; profesor de botánica en la Universidad de Hamburgo, y director del Instituto de Botánica de esa universidad.
Se le recuerda por acuñar el término 'genoma' en 1920, un término compuesto de las palabras gen y cromosoma.
En la página 165, que escribió (en traducción aproximada):
Propongo la expresión Genoma para el conjunto de cromosomas haploides, que, junto con el protoplasma pertinente, especifica las bases materiales de las especies ....
Winkler también trabajó en la Universidad de Nápoles, en Italia, donde realizó investigaciones sobre la fisiología de las algas Bryopsis.
En 1937, se unió al NSDAP.

## Obra
- Verbreitung und Ursache der Parthenogenesis im Pflanzen - und Tierreiche. Ed. Verlag Fischer, Jena

- Über Parthenogenesis und Apogamie im Pflanzenreich. In: Prog. Rei. Bot. abril de 1908, pp 293–454

- Solanum tubingense, ein echter Pfropfbastard zwischen Tomate und Nachtschatten. 1908
- La abreviatura «H.K.A.Winkl.» se emplea para indicar a Hans Winkler como autoridad en la descripción y clasificación científica de los vegetales.[3]